# Binic
Binic is een plaats en voormalige gemeente in het Franse departement Côtes-d'Armor in de regio Bretagne. De plaats maakt deel uit van het arrondissement Saint-Brieuc.

## Geschiedenis
Binic werd een gemeente in 1821 door afsplitsing van Étables-sur-Mer. In 1836 kwamen enkele dorpen op de rechteroever van de Ic bij Binic (ze hoorden voordien bij Pordic).
De gemeente is op 18 februari 2016 gefuseerd met de aangrenzende gemeente Étables-sur-Mer tot het huidige Binic-Étables-sur-Mer.

## Geografie
De oppervlakte van Binic bedraagt 6,0 km².
De plaats ligt aan de monding van de Ic.
De onderstaande kaart toont de ligging van Binic met de belangrijkste infrastructuur en aangrenzende gemeenten.

## Demografie
Onderstaande figuur toont het verloop van het inwonertal.